# F*ck de Liefde
F*ck de Liefde is een Nederlandse film uit 2019. De opnames vonden plaats in Nederland en op Curaçao.

## Samenvatting
De film gaat over een aantal personages die allemaal op een andere manier bezig zijn met de liefde. Van een getrouwd stel tot een losbollige vrijgezel.

## Rolverdeling
| Acteur            | Personage    |
| ----------------- | ------------ |
| Bo Maerten        | Lisa         |
| Nicolette van Dam | Donna        |
| Nienke Plas       | Kiki         |
| Yolanthe Cabau    | Bo           |
| Victoria Koblenko | Cindy        |
| Edwin Jonker      | Jack         |
| Thijs Römer       | Jim          |
| Maurits Delchot   | Said         |
| Soundos El Ahmadi | Rachida      |
| Timor Steffens    | Daan         |
| Défano Holwijn    | Johnnie      |
| Dorien Rose       | vrouw op bar |